# Laguna Trafipan
La laguna Trafipan es un lago de origen glacial andino ubicado en Argentina, en el territorio de la provincia del Chubut, en el departamento Futaleufú, Patagonia.

## Geografía
La laguna Trafipan, de forma ovoide se extiende desde el suroeste al noreste, a una distancia de 1,2 kilómetros a una altitud de 1080 metros.
Se encuentra a menos de 5 km al noreste de la laguna Larga, se encuentra cerca del brazo sur del lago Futalaufquen. La laguna se encuentra cerca, pero a las afueras del parque nacional Los Alerces.
Ocupa una pequeña cuenca de origen glaciar, situado en lo alto de la orilla sur del Cerro La Torta (2200 metros), el punto más alto del Cordón Rivadavia, enormes montañas cubiertas de nieve que corren de norte a sur. Este cordón separa el brazo sur del Lago Futalaufquen ubicada al oeste con el valle 16 de Octubre ubicado al este.

## Hidrología
La laguna es parte del río Futaleufú, cuyas aguas cruzan los Andes y desemboca a través del río Yelcho en el Océano Pacífico en Chile.
Su emisario surge en su costa noreste. Tiene unos 6 km de largo, y una pendiente de 400 metros antes de unirse a la margen derecha del río Percey, en sí un afluente en la margen izquierda del río Corintos.

## El proyecto Trafipan 2000
Existe un proyecto llamado Trafipan 2000 para construir la estación de esquí más grande de América del Sur en el extremo sur del Cerro La Torta. En este contexto, a finales de 1990, Marcelo Tinelli compró unos 2.500 acres de tierra al sur del cerro, incluyendo la laguna y el bosque nativo, quitándole las tierras a treinta familias mapuches han vivido allí por generaciones y encontraban su sustento. La comunidad mapuche Pillán Mahuiza se enfrenta al proyecto.